# دانيال يارل
دانيال يارل (بالسويدية: Daniel Jarl)‏ (13 أبريل 1992 في السويد - ) هو لاعب كرة قدم سويدي في مركز الدفاع. لعب مع نادي يورغوردينس وEnköpings SK FK ‏ ونادي لاندسكرونا ‏ ونادي إسكلستونا.

## وصلات خارجية
- دانيال يارل على موقع اتحاد السويد (السويدية)
- دانيال يارل على موقع قاعدة بيانات كرة القدم.إي يو (الإنجليزية)